# Raqmar
Raqmar è un film del 2025, diretto da Aurelio Grimaldi.

## Trama
Nella cittadina di Raqmar in Marocco, arriva una facoltosa donna italiana denominata Madame per selezionare dei giovani ragazzi da inserire nella sua attività. Assicurando agli adolescenti un buon trattamento e l'invio di denaro ai familiari nel corso della loro permanenza nell'azienda, questa non specifica il tipo di mansioni a loro assegnate, convincendoli.
Arrivati a Genova, i giovani vengono intimati e costretti a prostituirsi per una clientela formata prevalentemente da imprenditori e personaggi di rilievo della società genovese, sotto il controllo e la guida del dittatoriale Rodolfo, che diviene il loro insegnante ed educatore alla professione del prostituto. Tra i ragazzi, Hicham si distingue per avere una particolare propensione ad  assecondare le perversioni e richieste dei clienti.
Hicham viene scelto da un cliente facoltoso, il quale nel corso degli incontri instaura con il ragazzo un rapporto ambivalente e sempre più dipendente, alternando momenti di controllo e imposizione da parte del cliente e altri di sentimentalismi. Il giovane inizia quindi a sperare in una possibile fuga dal giro di prostituzione di Madame.

## Produzione
Il film, scritto e diretto da Aurelio Grimaldi, tratta del tema della tratta di esseri umani ai fini della prostituzione maschile tra Europa e Africa settentrionale.
Le riprese del film hanno avuto un ritardo di un anno a causa di un ritardo burocratico nel rilascio dell'autorizzazione da parte del pubblico ministero del Marocco. In Italia le riprese si sono svolte in Liguria presso i comuni di Genova, Santa Margherita Ligure, Bogliasco, Sestri Levante e Camogli.

## Promozione
Il trailer ufficiale del film è stato pubblicato il 22 aprile 2025.

## Distribuzione
L'anteprima del film si è tenuta presso il Parlamento europeo a Bruxelles il 3 marzo 2025. Il film è stato distribuito nelle sale cinematografiche italiane dal 15 maggio 2025.

## Accoglienza
Il film è stato accolto con recensioni generalmente favorevoli da parte della critica cinematografica, che ne hanno apprezzato la produzione e regia, oltre che l'interpretazione di De Sio e Gullotta.
In una recensione positiva, Emanuele Di Nicola di Nocturno descrive Raqmar come «un film italiano fuori dalle solite logiche, duro, scomodo e onesto» associandolo a Eastern Boys di Robin Campillo.